# Forrest-Sherman-Klasse
Die Forrest-Sherman-Klasse war eine Klasse von Zerstörern der United States Navy. Die 18 Schiffe der Klasse waren die ersten neuen Zerstörer, die nach dem Zweiten Weltkrieg gebaut und ab 1955 in Dienst gestellt wurden. Mitte der 1960er Jahre wurden vier Schiffe umgerüstet und als Decatur-Klasse eingestuft. Diese verfügten über erweiterte Flugabwehrfähigkeiten. Acht weitere Schiffe wurden ebenfalls umgerüstet und erhielten als Barry-Klasse verbesserte U-Jagd-Kapazitäten.

## Geschichte

### Planung und Bau
Die Planungen für die neuen Zerstörer begannen Ende der 1940er Jahre, nachdem nach dem Zweiten Weltkrieg die ursprünglich als Zerstörer geplanten Schiffe der Mitscher-Klasse (DD-927 bis DD-930) als Zerstörerführer (DL), später als Fregatten klassifiziert, fertiggestellt wurden. Die Entwicklung der Klasse fällt in die Vor-Lenkwaffen-Zeit, sie sind die letzten „echten“ Artilleriezerstörer mit Schiffsgeschützen als Hauptbewaffnung. Bei der Planung der aus der Allen-M.-Sumner-Klasse entwickelten Schiffe wurde, im Gegensatz zu den Kriegszerstörern, mehr auf Komfort für die Mannschaft geachtet, so waren die Unterkünfte geräumiger und das gesamte Schiff war klimatisiert. Der Bau der Schiffe wurde 1953 vom Kongress genehmigt, nachdem die ersten Schiffe schon zwei Jahre zuvor bei den Werften bestellt worden waren. Die Finanzierung erstreckte sich über die nächsten drei Finanzjahre.
Der Bau der ersten Einheit, Forrest Sherman, begann am 27. Oktober 1953 bei Bath Iron Works, der Stapellauf erfolgte am 5. Februar 1955. Die Indienststellung bei der Navy erfolgte am 9. November 1955. Das 18. und letzte Schiff der Klasse, Turner Joy, wurde am 5. Mai 1958 bei Puget Sound Bridge and Dredging Company vom Stapel gelassen und am 3. August 1959 in Dienst gestellt. Weitere Schiffe wurden bei Bethlehem Steel in Quincy, Massachusetts und bei Ingalls Shipbuilding gebaut. Ursprünglich waren noch sieben weitere Schiffe geplant (DD-952 bis DD-959), diese wurden jedoch zugunsten der Lenkwaffenzerstörer der Charles-F.-Adams-Klasse gestrichen.

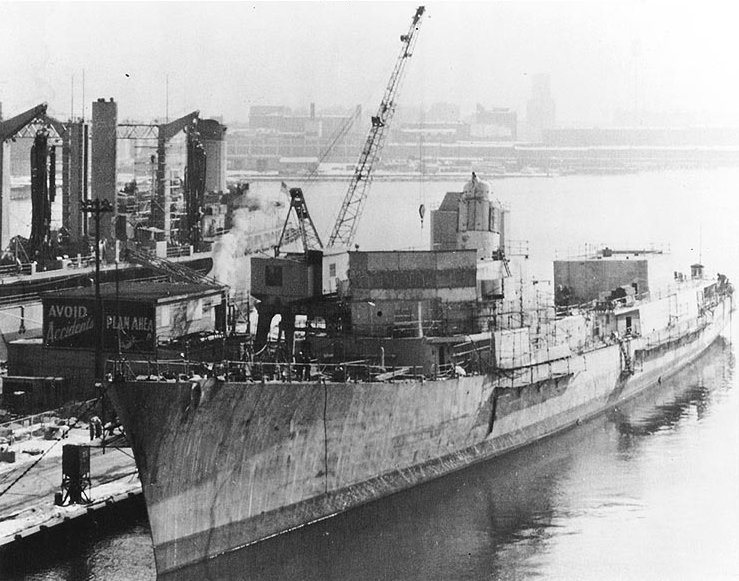
Decatur im Boston Naval Shipyard

### Modifikationen
Zu Beginn der 1960er Jahre wurde deutlich, dass die Schiffe mit reiner Rohrbewaffnung und veralteten U-Boot-Abwehrwaffen gegen die sich schnell weiterentwickelnden Flugzeuge und modernen U-Boote keine Abwehr- und Überlebenschance mehr hatten. 1964 wurde daher beschlossen, vier Schiffe (DD-932, DD-936, DD-947 und DD-949) zu Lenkwaffenzerstörern umzurüsten. Nach zweijährigem Werftaufenthalt wurden die Schiffe als DDG (Lenkwaffenzerstörer) mit den Nummern 31 bis 34 reklassifiziert und als Einheiten der Decatur-Klasse wieder in Dienst gestellt. Ebenfalls im gleichen Jahr wurde der Umbau der Barry (DD-933) genehmigt, die erweiterte U-Jagd-Kapazitäten erhielt. Sieben weitere Schiffe wurden ab 1967/68 nach dem Muster der Barry umgerüstet. Die acht Schiffe wurden dann als Barry-Klasse geführt. Der Umbau der Schiffe kostete zwischen 14 und 17 Mio. US-Dollar. Die übrigen sechs Schiffe der Forrest-Sherman-Klasse wurden wegen Geldmangels nicht umgerüstet und blieben bis zu ihrer Ausmusterung nahezu im Ursprungszustand.

### Verbleib
Alle Schiffe der Forrest-Sherman-Klasse und ihrer Unterklassen blieben bis zu Beginn der 1980er Jahre in Dienst. Durch die in den davor liegenden Jahren in Dienst gestellten Zerstörer der Spruance-Klasse waren die Shermans weitgehend überflüssig geworden, die Kosten für eine notwendige Modernisierung hätten sich nicht gerechnet. Bis zu Beginn der 1990er Jahre blieben die Schiffe aber der Reserveflotte zugeteilt. Zwei Schiffe (Edson, Turner Joy) sind als Museumsschiffe erhalten. Alle übrigen Schiffe wurden entweder verschrottet oder als Zielschiffe versenkt.

## Technik

### Rumpf und Antrieb

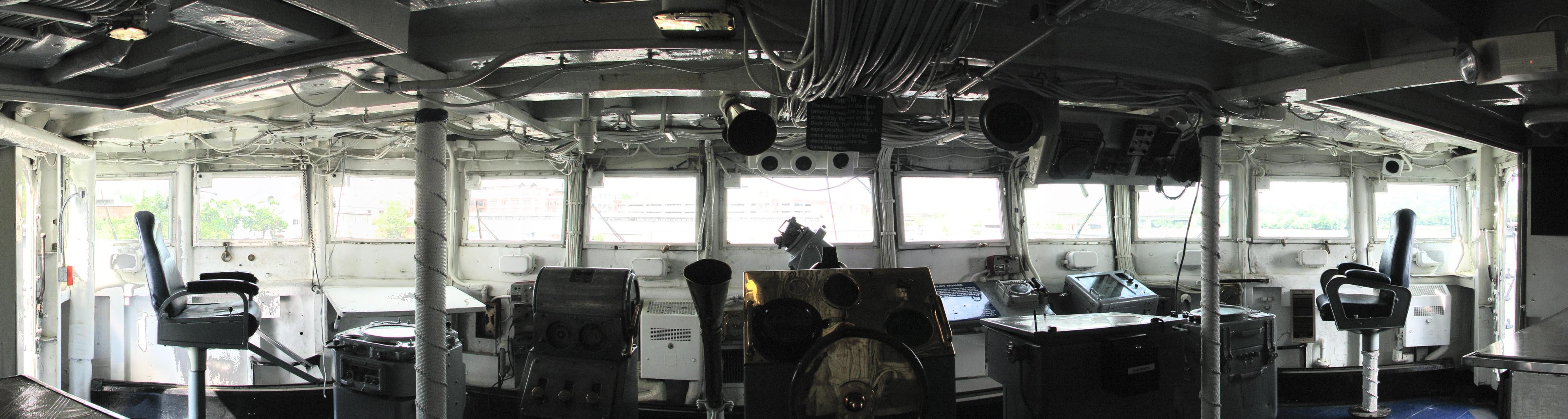
Brücke der Barry

Der Rumpf der Shermans war 127,5 Meter lang und 13,8 Meter breit, was etwa dem bei Zerstörern typischen schlanken Länge-Breite-Verhältnis von 10 zu 1 entsprach. Der Tiefgang betrug 6,7 Meter am Rumpfsonarwulst. Die Verdrängung betrug 4.050 Tonnen bei der Forrest-Sherman- und der Barry-Klasse; die Decatur-Klasse verdrängte aufgrund ihrer schweren Lenkwaffenanlage 4.150 Tonnen. Rumpf und Aufbauten waren aus Stahl gefertigt. Die niedrigen Decksaufbauten, deren Design sich stark an dem der Zerstörer des Zweiten Weltkriegs anlehnte, erstreckten sich über die mittlere Hälfte des Rumpfes. Hinter der Brücke befanden sich die beiden Schornsteine, vor denen jeweils ein Dreibeinmast aufgestellt war. Der Maschinenraum befand sich mittschiffs.
Die Zerstörer verfügten über einen Dampfantrieb, der dafür nötige Dampfdruck von etwa 80 bar wurde in vier Kesseln von Foster-Wheeler (Babcock-Wilcox-Kessel bei DD-937, DD-943, DD-944, DD-945, DD-946 und DD-948) erzeugt und dann zu zwei Getriebeturbinen geleitet, von denen jede eine Welle mit je einer Schraube antrieb. Die Leistung des Systems betrug 70.000 PS. Die Höchstgeschwindigkeit der Schiffe betrug 32,5 Knoten, bei einem Ölvorrat von 750 Tonnen hatten die Schiffe bei 20 Knoten eine Reichweite von 4.000 Seemeilen.

### Bewaffnung

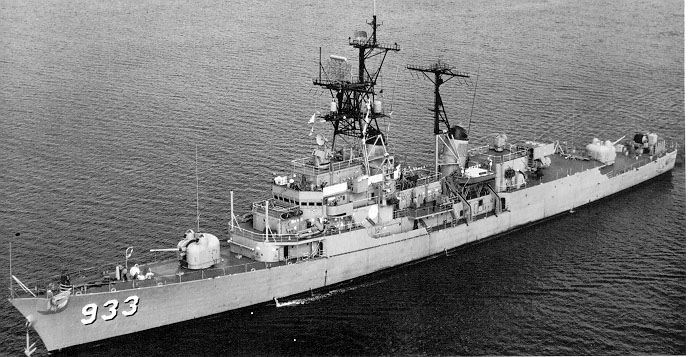
Die Barry nach dem Umbau

#### Allgemein
Die ursprüngliche Hauptbewaffnung aller Schiffe bestand aus drei Mark 42 Mehrzweckgeschützen, eins vor der Brücke sowie zwei achtern. Gegen U-Boote befanden sich zwei Hedgehog-Werfer backbord und steuerbord vor der Brücke. Diese wurden in den 1960er Jahren entfernt, ebenso die beiden 7,62-cm-L/50-Flugabwehrgeschütze auf Doppellafetten, die sich vor der Brücke und hinter dem zweiten Schornstein befanden. Die zwei Doppeltorpedorohre Mk. 25 für U-Jagdtorpedos hinter der Brücke wurden im Rahmen der Modernisierung durch Dreifachtorpedorohre ersetzt, die ebenfalls dort montierte Werfer für Leichtgewicht-U-Jagdtorpedos wurden entfernt. Zwischen 1975 und 1978 war die Hull Testplattform für das 8-Zoll-Leichtgewichtsgeschütz Mark 71, das Programm wurde aber eingestellt. Die Bigelow diente Ende der 1970er Jahre als Erprobungsplattform für das Mk. 15 Phalanx-Close-in-Weapon-System.

#### Barry-Klasse
Die Schiffe der Barry-Klasse erhielten beim Umbau ab 1964 anstelle des zweiten Geschützes einen ASROC-Werfer mit acht Zellen sowie ein automatisches Nachlademagazin vor dem Werfer. Außerdem erhielten die Schiffe zusätzliche Mark 32-Dreifachtorpedorohre samt Magazin vor der Brücke auf dem Aufbau der ehemaligen Hedgehog-Werfer und des vorderen 76-mm-Geschützes.

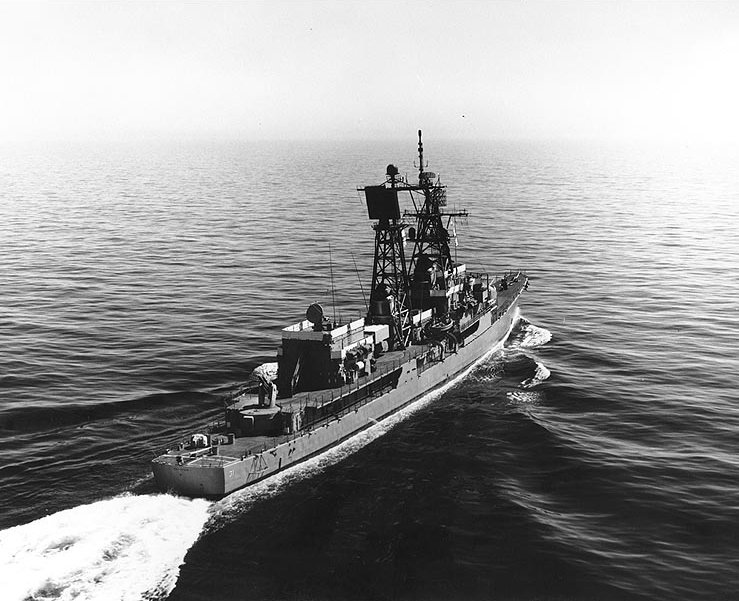
Heckansicht der Decatur

#### Decatur-Klasse
Die Decaturs erhielten anstelle der achteren Geschütze ab 1964 ebenfalls einen ASROC-Werfer, jedoch ohne Magazin, sowie einen Mk. 13-Einarmstarter für Flugabwehrraketen vom Typ RIM-24 Tartar. Diese wurden später durch RIM-66 SM1 MR ersetzt. Der Werfer verfügte über ein Trommelmagazin für 40 Flugkörper. Zwischen dem ASROC-Starter und dem Lenkwaffenstarter wurde ein geräumiges Deckhaus aus Leichtmetall errichtet, auf dem sich der Zielbeleuchter SPG-51 für die Lenkwaffen befand.

### Elektronik
Auf allen Versionen der Forrest-Sherman-Klasse wurde als Navigationsradar das SPS-10 von Raytheon eingesetzt. Dessen Antenne befand sich auf dem vorderen Mast und war die höchstgelegene Antenne an Bord. Die nichtmodifizierten Shermans und die Barrys besaßen auf dem vorderen Mast außerdem ein Luftüberwachungsradar, entweder ein SPS-37 von der Westinghouse Electric Corporation oder, auf DD-931, -944 und -945 sowie DD-928, -941, -943, -948 und -950 das modernere SPS-40 von Lockheed. Die Decaturs verwendeten für die Luftraumüberwachung das SPS-29E, ebenfalls von Westinghouse, DDG-34 bereits SPS-40. Außerdem war dort auf dem achterlichen Mast das 3D-Radar SPS-48 von ITT-Gilfillan installiert. Dafür wurde der hintere leichte Dreibeinmast durch einen schweren Vierbein-Gittermast ersetzt.
Die Feuerleitung der 127-mm-Geschütze erfolgte mittels eines Mark 56-Radars, die Zielzuweisung für die Flaks durch ein Mark 68, das mit dem Luftaufklärungsradar kombiniert war. Unter dem Kiel befand sich ein SQS-23-Sonar. Die Barry (DD-933) erhielt außerdem zu Testzwecken schon 1960 ein SQS-35 Independent Variable Depth Sonar, ein Hecksonar mit erweiterten und verbesserten Ortungs- und Verfolgungskapazitäten.
Für die Elektronische Kriegführung besaßen alle Einheiten das System WLR-2 oder -6, die Antennen waren auf den beiden Masten angebracht.

## Einsatz
Die Zerstörer der Forrest-Sherman-Klasse waren hauptsächlich als Begleitschiffe für Flugzeugträger sowie als U-Bootjäger konzipiert, konnten aber im beschränkten Rahmen auch eigenständig operieren und unterstützten unter anderem amphibische Landungsoperationen mit ihrer Rohrbewaffnung. Die Schiffe der Barry-Klasse wurden zumeist als U-Jagdschiffe im Flugzeugträgerverband eingesetzt, die Decaturs konnten sehr gut eigenständig operieren, da sie auch über Luftabwehrfähigkeiten verfügten.
Erste Einsätze in Konflikten fuhren die Shermans im Rahmen der Quarantäne-Operationen während der Kuba-Krise. Die Turner Joy war am Tonkin-Zwischenfall beteiligt, im Anschluss kreuzten die Schiffe dann im Vietnamkrieg vor Südostasien.